# Alfredo Quintana
Alfredo Eduardo Quintana Bravo (Havana, 20 maart 1988 - Porto, 26 februari 2021) was geboren in Cuba geboren en had de Portugese nationaliteit. Quintana was de toenmalige  handbalkeeper van  FC Porto en het Portugees handbalteam.
Hij vertegenwoordigde Portugal in de EK 2020 en op het WK 2021. Voordat hij in 2014 de Portugese nationaliteit kreeg, vertegenwoordigde hij Cuba op het WK 2009.

## Erelijst
- Portugese competitie : 2010–11, 2011–12, 2012–13, 2013–14, 2014–15, 2018–19
- Portugese beker : 2018-19
- Portugese Supercup : 2014, 2019

## Overlijden
Op 22 februari 2021 kreeg Quintana tijdens een training een hartstilstand. Hij werd naar het São João Hospital gebracht waar hij vocht voor zijn leven. Vier dagen later stierf hij in het ziekenhuis als gevolg van complicaties door de hartstilstand.